# Troski
Troski – wieś sołecka w Polsce położona w województwie mazowieckim, w powiecie płońskim, w gminie Naruszewo. Leży przy drodze krajowej nr 50.
W skład sołectwa Troski wchodzą także wieś Wróblewo i osada Wróblewo-Osiedle.
W latach 1975–1998 miejscowość administracyjnie należała do województwa ciechanowskiego.